# My song Your song
《My song Your song》（日语：マイ ソング ユア ソング），日本音樂團體生物股長的第3張錄音室專輯。2008年12月24日發行。

## 簡介
前作《LIFE ALBUM》約隔十個月之後發行。初回限定盤附有「24P特別小冊」、「生物卡片010」、「生物應募明信片」。
共收錄了《想回去了啊》、《青鳥》、《Planetarium》、《搖擺不定的羅曼蒂克》四首單曲。主唱吉岡聖惠首次嘗試作詞與作曲的作品也收錄其中。
得到兩個星期的Oricon公信榜週榜冠軍，憑此生物股長首次獲得月榜冠軍的專輯，並獲得日本唱片協會雙白金認證，是2009年日本專輯銷量第14位。

## 收錄曲目
1. Planetarium（プラネタリウム）（5:55）
  - 作詞・作曲:水野良樹 / 編曲:、湯淺篤 / 弦編曲:岡村美央

生物股長的第11張單曲。
2. 搖擺不定的羅曼蒂克（気まぐれロマンティック）（4:03）
  - 作詞・作曲:水野良樹 / 編曲:江口亮 / 弦編曲:

生物股長的第12張單曲。
3. 青鳥（3:36）
  - 作詞・作曲:水野良樹 / 編曲:江口亮 / 弦編曲:

生物股長的第10張單曲。
4. （4:45）
  - 作詞・作曲:山下穗尊 / 編曲:西川進

手機小說「愛的便利商店」歌曲。
5. （4:46）
  - 作詞・作曲:山下穗尊 / 編曲:、湯淺篤
6. 想回去了啊（帰りたくなったよ）（6:06）
  - 作詞・作曲:水野良樹 / 編曲:島田昌典

生物股長的第9張單曲。
7. message（4:20）
  - 作詞・作曲:山下穗尊 / 編曲:

單曲搖擺不定的羅曼蒂克的B面曲。
8. Happy Smile Again（4:28）
  - 作詞・作曲:水野良樹 / 編曲:菅原弘明

單曲Planetarium的B面曲。
9. 接吻（4:21）
  - 作詞・作曲:山下穗尊 / 編曲:西川進

地下時期專輯中的歌曲，之後也被收錄在生物百科圖鑑～團員精選～。
10. （5:03）
  - 作詞・作曲:吉岡聖惠 / 編曲:渡邊善太郎

吉岡首次作詞、作曲的公開歌曲。
11. （4:32）
  - 作詞・作曲:水野良樹 / 編曲:渡邊善太郎
12. 幻（5:53）
  - 作詞・作曲:山下穗尊 / 編曲:常田真太郎
13. 心花盛開（心の花を咲かせよう）（4:43）
  - 作詞・作曲:山下穗尊 / 編曲:島田昌典

第87回全國高等學校足球選手權大會主題曲。
14. 想回去了啊 -acoustic version- （帰りたくなったよ -acoustic version-）（4:14）
  - 作詞・作曲:水野良樹 / 編曲:

## 外部連結
- My song Your song（页面存档备份，存于） - Sony Music （日語）
- 唱片介紹 （日語）